# 住化武田農薬
住化武田農薬株式会社（すみかたけだのうやく）は、かつて存在した日本の住化グループ農薬製造会社である。

## 会社概要
- 2002年11月1日に住友化学が60%、武田薬品工業が40%の株を出資して誕生した。
- 2007年11月1日に武田薬品工業は住友化学に株式を譲渡し、住化武田農薬は住友化学と合併した。
- 略称は「住武（すみたけ）」。但し、農薬名の頭では「ST」が用いられる。（略称「ST」は住友化学合併後も、旧住化武田農薬製品には継続して使用している。これは、農薬名の変更には登録を取り直す必要があるからである。）

## 関連会社
- 住友化学園芸 - 旧 住化タケダ園芸、現 KINCHO園芸
- 住化アグロ製造 - 旧 武田アグロ製造